# Listă de prim-miniștri ai Egiptului
| Perioadă                                        | Nume                                                      | Afiliație | Note              |
| ----------------------------------------------- | --------------------------------------------------------- | --------- | ----------------- |
| 28 august 1878 - 23 februarie 1879              | Boghos Nubar Pasha, Prim-Ministru                         |           | Primul termen     |
| 18 februarie 1879 - 10 martie 1879              | Ismail Pasha, Khedive, acționat ca Prim-ministru          |           |                   |
| 10 martie 1879 - 7 aprilie 1879                 | Muhammad Tawfiq Pasha, Prim-ministru                      |           | Primul termen     |
| 7 aprilie 1879 - 18 august 1879                 | Muhammad Sharif Pasha, Prim-ministru                      |           | Primul termen     |
| 18 august 1879 - 21 septembrie 1879             | Muhammad Tawfiq Pasha, Khedive, acționat ca Prim-Ministru |           | 2nd Term          |
| 21 septembrie 1879 - 10 septembrie 1881         | Riyad Pasha, Prim-Ministru                                |           | Primul termen     |
| 14 septembrie 1881 - 4 februarie 1882           | Muhammad Sharif Pasha, Prim-ministru                      |           | Al III-lea termen |
| 4 februarie 1882 - 26 mai 1882                  | Mahmoud Sami al-Baroudi, Prim-ministru                    |           |                   |
| iulie 1882 - 13 septembrie 1882                 | Arabi Pasha, Prim-ministru                                | Mil       |                   |
| 18 iunie 1882 - 21 august 1882                  | Raghib Pasha, Prim-Ministru                               |           | Primul termen     |
| 21 august 1882 - 7 ianuarie 1884                | Muhammad Sharif Pasha, Prim-Ministru                      |           | Al IV-lea termen  |
| 10 ianuarie 1884 - 9 iunie 1888                 | Boghos Nubar Pasha, Prim-Ministru                         |           | Al II-lea termen  |
| 9 iunie 1888 - 12 mai 1891                      | Riyad Pasha, Prim-Ministru                                |           | Al II-lea termen  |
| 12 mai 1891 - 15 ianuarie 1893                  | Mustafa Fahmi Pasha, Prim-Ministru                        |           | Primul termen     |
| 15 ianuarie 1893 17 ianuarie 1893               | Hussein Fahri Pasha, Prim-Ministru                        |           |                   |
| 17 ianuarie 1893 - 16 aprilie 1894              | Riyad Pasha, Prim-Ministru                                |           | Al III-lea termen |
| 16 aprilie 1894 - 12 noiembrie 1895             | Boghos Nubar Pasha, Prim-Ministru                         |           | Al III-lea termen |
| 12 noiembrie 1895 - 12 noiembrie 1908           | Mustafa Fahmi Pasha, Prim-ministru                        |           | Al II-lea termen  |
| 12 noiembrie 1908 - 21 februarie 1910           | Boutros Ghali Pasha, Prim-Ministru                        |           |                   |
| 22 februarie 1910 - 5 aprilie 1914              | Muhammad Said Pasha, Prim-ministru                        |           | Primul termen     |
| 5 aprilie 1914 - 12 aprilie 1919                | Hussein Rushdi Pasha, Prim-ministru                       |           |                   |
| 21 mai 1919 - 19 noiembrie 1919                 | Muhammad Said Pasha, Prim-ministru                        |           | Al II-lea termen  |
| 19 noiembrie 1919 - 20 mai 1920                 | Yusuf Wahba Pasha, Prim-ministru                          |           |                   |
| 20 mai 1920 - 16 martie 1921                    | Muhammad Tawfiq Nasim Pasha, Prim-ministru                |           | primul Termen     |
| 16 martie 1921 - 1 martie 1922                  | Adli Yakan Pasha, Prim-ministru                           | LCP       | Primul termen     |
| 1 martie 1922 - 30 septembrie 1922              | Abdel Khaliq Sarwat Pasha, Prim-ministru                  | LCP       | Primul termen     |
| 30 noiembrie 1922 - 15 martie 1923              | Muhammad Tawfiq Nasim Pasha, Prim-Ministru                |           | Al II-lea termen  |
| 15 martie 1923 - 26 ianuarie 1924               | Abdel Fattah Yahya Ibrahim Pasha, Prim-Ministru           |           | Primul termen     |
| 26 ianuarie 1924 - 24 noiembrie 1924            | Saad Zaghlul Pasha, Prim-ministru                         | WM        |                   |
| 24 noiembrie 1924 - 7 iunie 1926                | Ahmad Ziwar Pasha, Prim-Ministru                          | FP        |                   |
| 7 iunie 1926 - 26 aprilie 1927                  | Adli Yakan Pasha, Prim-Ministru                           | LCP       | Al II-lea termen  |
| 26 aprilie 1927 - 16 martie 1928                | Abdel Khaliq Sarwat Pasha, Prim-ministru                  | LCP       | Al II-lea termen  |
| 16 martie 1928 - 27 iunie 1928                  | Mustafa an-Nahhas Pasha, Prim-ministru                    | WM        | primul termen     |
| 27 iunie 1928 - 4 octombrie 1929                | Muhammad Mahmoud Pasha, Prim-Ministru                     | LCP       | primul termen     |
| 4 octombrie 1929 - 1 ianuarie 1930              | Adli Yakan Pasha, Prim-ministru                           | LCP       | Al III-lea termen |
| 1 ianuarie 1930 - 20 iunie 1930                 | Mustafa an-Nahhas Pasha, Prim-Ministru                    | WM        | Al II-lea termen  |
| 20 iunie 1930 - 22 septembrie 1933              | Ismail Sedki Pasha, Prim-Ministru                         | HS        | Primul termen     |
| 22 septembrie 1933 - 15 noiembrie 1934          | Abdel Fattah Yahya Ibrahim Pasha, Prim-ministru           | IP        | Al II-lea termen  |
| 15 noiembrie 1934 - 30 ianuarie 1936            | Muhammad Tawfiq Nasim Pasha, Prim-Ministru                | IP        | Al III-lea termen |
| 30 ianuarie 1936 - 9 mai 1936                   | Ali Mahir Pasha, Prim-Ministru                            | IP        | Primul termen     |
| 9 mai 1936 - 29 decembrie 1937                  | Mustafa an-Nahhas Pasha, Prim-Ministru                    | WM        | Al III-lea termen |
| 29 decembrie 1937 - 18 august 1939              | Muhammad Mahmoud Pasha, Prim-Ministru                     | WM        | Al II-lea termen  |
| 18 august 1939 - 28 iunie 1940                  | Ali Mahir Pasha, Prim-Ministru                            | IP        | Al II-lea termen  |
| 28 iunie 1940 15 noiembrie 1940                 | Hassan Sabry Pasha, Prim-ministru                         | n-p       |                   |
| 15 noiembrie 1940 6 februarie 1942              | Hussein Sirri Pasha, Prim-ministru                        | n-p       | Primul termen     |
| 6 februarie 1942 10 octombrie 1944              | Mustafa an-Nahhas Pasha, Prim-ministru                    | WM        | Al IV-lea termen  |
| 10 octombrie 1944 24 februarie 1945             | Ahmad Mahir Pasha, Prim-Ministru                          | SIP       |                   |
| 26 februarie 1945 - 17 februarie 1946           | Mahmoud an-Nukrashi Pasha, Prim-ministru                  | SIP       | Primul termen     |
| 17 februarie 1946 - 9 decenbrie 1946            | Ismail Sedki Pasha, Prim-ministru                         | HS        | Al II-lea termen  |
| 9 decembrie 1946 28 decembrie 1948              | Mahmoud an-Nukrashi Pasha, Prim-Ministru                  | SIP       | Al II-lea termen  |
| 28 decembrie 1948 - 26 iulie 1949               | Ibrahim Abdel Hadi Pasha, Prim-ministru                   | SIP       |                   |
| 26 iulie 1949 - 12 ianuarie 1950                | Hussein Sirri Pasha, Prim-Ministru                        | n-p       | Al II-lea termen  |
| 12 iunie 1950 - 27 ianuarie 1952                | Mustafa an-Nahhas Pasha, Prim-Ministru                    | WM        | Al V-lea termen   |
| 27 ianuarie 1952 - 2 martie 1952                | Ali Mahir Pasha, Prim-Ministru                            | IP        | Al III-lea termen |
| 2 martie 1952 2 iulie 1952                      | Ahmad Naguib Hilali Pasha, Prim-ministru                  |           | Primul termen     |
| 2 iulie 1952 - 22 iulie 1952                    | Hussein Sirri Pasha, Prim-Ministru                        | n-p       | Al III-lea termen |
| 22 iulie 1952 - 23 iulie 1952                   | Ahmad Naguib Hilali Pasha, Prim-Ministru                  |           | Al II-lea termen  |
| 23 iulie 1952 - 7 septembrie 1952               | Ali Mahir Pasha, Prim-Ministru                            | IP        | Al IV-lea termen  |
| 7 septembrie 1952 - 7 decembrie 1952            | Muhammad Naguib, Prim-Ministru                            | Mil/LR    | Primul termen     |
| Republica Egiptă                                |                                                           |           |                   |
| 7 decembrie 1952 - 25 februarie 1954            | Muhammad Naguib, Prim-Ministru                            | Mil/LR    | Primul termen     |
| 25 februarie 1954 8 martie 1954                 | Gamal Abdel Nasser, Prim-Ministru جمال عبد الناصر         | Mil/LR    | Primul termen     |
| 8 martie 1954 - 18 aprilie 1954                 | Muhammad Naguib, Prim-Ministru                            | Mil/LR    | Al II-lea termen  |
| 18 aprilie 1954 - 1 februarie 1958              | Gamal Abdel Nasser, Prim-Ministru جمال عبد الناصر         | Mil/LR    | Al II-lea termen  |
| Republica unită arabă                           |                                                           |           |                   |
| 1 februarie 1958 - 1962                         | Gamal Abdel Nasser, Prim-Ministru جمال عبد الناصر         | Mil/LR    | Al II-lea termen  |
| 1962 - 29 septembrie 1962                       | Gamal Abdel Nasser, Prim-Ministru جمال عبد الناصر         | ASU       | Al II-lea termen  |
| 29 septembrie 1962 3 octombrie 1965             | Ali Sabri, Prim-Ministru                                  | ASU       |                   |
| 3 octombrie 1965 - 10 septembrie 1966           | Zakaria Mohieddin, Prim-Ministru                          | ASU       |                   |
| 10 septembrie 1966 - 19 iunie 1967              | Muhammad Sedki Sulayman, Prim-Ministru                    | ASU       |                   |
| 19 iunie 1967 - 28 septembrie 1970              | Gamal Abdel Nasser, Prim-Ministru جمال عبد الناصر         | ASU       | Al III-lea termen |
| 21 octombrie 1970 - 2 septembrie 1971           | Mahmoud Fawzi, Prim-Ministru                              | ASU       |                   |
| Republica arabă al Egiptului                    |                                                           |           |                   |
| جمهوريّةمصرالعربيّة (Jumhuriyat Misr al-Arabiyah) |                                                           |           |                   |
| 2 septembrie 1971 - 17 ianuarie 1972            | Mahmoud Fawzi, Prim-Ministru                              | ASU       |                   |
| 17 ianuarie 1972 - 26 martie 1973               | Aziz Sedki, Prim-Ministru                                 | ASU       |                   |
| 26 martie 1973 - 25 septembrie 1974             | Anwar as-Sadat, Prim-Ministru أنور السادات                | ASU       | Primul termen     |
| 25 septembrie 1974 - 16 aprilie 1975            | Abdelaziz Muhammad Hejazi, Prim-Ministru                  | ASU       |                   |
| 16 aprilie 1975 - 1978                          | Mamdouh Muhammad Salem, Prim-Ministru                     | ASU       |                   |
| 1978 - 2 octombrie 1978                         | Mamdouh Muhammad Salem, Prim-Ministru                     | HDW       |                   |
| 2 octombrie 1978 - 15 mai 1980                  | Mustafa Khalil, Prim-Ministru                             | HDW       |                   |
| 15 mai 1980 - 6 octombrie 1981                  | Anwar as-Sadat, Prim-Ministru أنور السادات                | HDW       | Al II-lea termen  |
| 7 octombrie 1981 - 2 ianuarie 1982              | Hosni Mubarak, Prim-Ministru محمد حسني مبارك              | HDW       |                   |
| 2 ianuarie 1982 - 5 iunie 1984                  | Ahmad Fuad Mohieddin, Prim-Ministru                       | HDW       |                   |
| 17 iulie 1984 - 4 septembrie 1985               | Kamal Hassan Ali, Prim-Ministru                           | HDW       |                   |
| 4 septembrie 1985 - 10 noiembrie 1986           | Ali Mahmoud Lutfi, Prim-Ministru                          | HDW       |                   |
| 10 noiembrie 1986 - 4 ianuarie 1996             | Atef Muhammad Naguib Sedki, Prim-Ministru                 | HDW       |                   |
| 4 ianuarie 1996 - 5 octombrie 1999              | Kamal Ganzouri, Prim-Ministru                             | HDW       |                   |
| 5 octombrie 1999 - 14 iulie 2004                | Atef Ebeid, Prim-Ministru                                 | HDW       |                   |
| 14 iulie 2004 - prezent                         | Ahmed Nazif, Prim-Ministru                                | HDW       |                   |